# Икбулат
Икбула́т (устар. Ижбула́т) — проточное озеро на окраине города Дегтярска Свердловской области, на западном склоне Среднего Урала.

## Физико-географические характеристики
Озеро Ижбулат расположено на высоте 340 метров над уровнем моря. Площадь поверхности — 0,64 км². Озеро проточное, вытекает река Ельчёвка (в  верховьях Исток), впадающая в Волчихинское водохранилище. На южном берегу расположены постройки, с других сторон озеро окружено смешанным лесом. На дне сапропелевые грязи.

Ижбулат — озеро в Пермской губернии, в Екатеринбургском уезде, в Сысертском горном округе, по левую сторону реки Чусовой. Вблизи месторождение медной руды и Озёрский железный рудник; также никель и мрамор.
— Энциклопедический словарь Брокгауза и Ефрона

## Данные водного реестра
По данным государственного водного реестра России, озеро Икбулат относится к Камскому бассейновому округу, водохозяйственный участок — река Чусовая от города Ревды до в/п посёлка Кына, речной подбассейн реки Камы до Куйбышевского водохранилища (без бассейнов рек Белой и Вятки), речной бассейн реки Камы.
Код объекта в государственном водном реестре — 10010100511111100002130.

## Название
Название происходит из башкирского или татарского языка, вероятно, от личного имени Ишбулат (обычно переводят как «Подобный булату»). Имена подобного рода у татар и башкир встречались нередко.

## «Чистое озеро»
В озере водятся карась, окунь, щука, гольян, ротан. Озеро является популярным местом рыбной ловли, в том числе для жителей Екатеринбурга. На озере была организована платная рыбалка, прокат удочек, мангалов, коптилен и лодок, организованный фондом «Чистое озеро». Деятельность фонда неоднократно вызывала протесты у жителей Дегтярска.

## Легенды
Существует предание, что на дне озера лежит клад — бочки с золотом и драгоценностями, награбленными сподвижниками Емельяна Пугачёва во время Крестьянской войны 1773—1775. Вблизи озера действительно от правительственных войск скрывался крупный отряд Емельяна Пугачёва, однако никаких документальных свидетельств о том, что на дне озера может храниться клад, не найдено.